# Enteucha
Enteucha is een geslacht van vlinders van de familie van de dwergmineermotten (Nepticulidae). De wetenschappelijke naam voor dit geslacht is voor het eerst voorgesteld door Edward Meyrick in een publicatie uit 1915.

## Soorten
- E. acetosae (Stainton, 1854)
- E. basidactyla (Davis, 1978)
- E. contracolorea Puplesis & Robinson, 2000
- E. cyanochlora Meyrick, 1915
- E. diplocosma (Meyrick, 1921)
- E. gilvafascia (Davis, 1978)
- E. hilli Puplesis & Robinson, 2000
- E. snaddoni Puplesis & Robinson, 2000
- E. terricula Puplesis & Robinson, 2000
- E. trinaria (Puplesis & Robinson, 2000)